# Onkraj Meže
Onkraj Meže – wieś w Słowenii, w gminie Mežica. W 2018 roku liczyła 76 mieszkańców.